# 마야 산사
마야 산사(Maya Sansa, 1975년 12월 25일 ~ )는 이탈리아의 이란계 배우이다.

## 출연 작품

### 영화
- 보모 (1999)
- 가솔린 (2001)
- 굿모닝, 나잇 (2003)
- 베스트 오브 유스 (2003)
- 청취 (2006)
- 로프의 반대쪽 (2007)
- 뷔페 (2007)
- 피메일 에이전트 (2008)
- 네가 모르는 세상 (2008)
- 빌라 아말리아 (2009)
- 오게 될 남자 (2009)
- 라 페코라 네라 (2010)
- 천사와의 랑데뷰 (2010)
- 투 써니 데이즈 (2010)
- 더 퍼스트 맨 (2011)
- 워치 와일 데이 댄스 (2011)
- 잠자는 미녀 (2012)
- 더 우먼 드레스 (2012)
- 바이씨클링 위드 몰리에르 (2013)
- 스토리 서스펜스 (2015)
- 파비안느에 관한 진실 (2019)
- 유 케임 백 (2020)

### TV
- 콜래트럴 이펙트 (2018)
- 이마 베프 (2022)